# De Dietrich 9 CV
Der De Dietrich 9 CV ist ein Pkw-Modell aus der Zeit um 1900. Hersteller war die Société de Dietrich et Cie de Lunéville in Frankreich.

## Beschreibung
Das Modell basierte auf dem schwächeren 6 CV, den De Dietrich seit Juli 1897 nach einer Lizenz vom französischen Unternehmen Amédée Bollée fils herstellte. Die erste Präsentation war im Juni 1898 auf dem Pariser Autosalon und eine weitere im Dezember 1898 auf einer namentlich nicht genannten Automobilausstellung. Im Juni 1899 wurde der Nachfolger 10 CV gezeigt.
Wie beim schwächeren Modell hat das Fahrzeug einen Zweizylinder-Reihenmotor. Die Bohrung wurde auf 112 mm erhöht, während der Hub bei 160 mm gleich blieb. Das ergibt 3153 cm³ Hubraum. Der Motor war damals in Frankreich steuerlich mit 9 CV eingestuft. Er leistet zwischen 9 und 10 PS bei 700 Umdrehungen in der Minute.
Der Motor ist liegend hinter der Vorderachse eingebaut. Er treibt über Riemen und ein im Heck befindliches Zweiganggetriebe die Hinterräder an. Die Höchstgeschwindigkeit lag bei etwa 50 km/h.
Bekannt sind die Karosseriebauformen Vis-à-vis, Doppelphaeton, Phaeton und Break.
Auf dieser Basis entstanden zumindest 1898 auch Lastkraftwagen.

## Autorennen
Das Fahrzeug wurde auch bei Autorennen eingesetzt. Adrien de Turckheim fuhr im Juli 1898 bei Paris–Amsterdam–Paris, im November 1898 beim Course de côte de Chanteloup-les-Vignes, Ende 1898 beim Kilometerrennen in Achères sowie im März 1899 bei Nizza–Castellane–Nizza, beim Meilenrennen in Nizza und beim Course de côte de La Turbie.    Albert Fourcade startete 1899 bei Bordeaux–Biarritz. Saléta-Ricord nahm im August 1900 am Rennen von Spa nach Bastogne und zurück teil. Barbereau Berbeon fuhr im März 1901 bei Nizza–Draguignan–Nizza mit. Der letzte bekannte Einsatz war im April 1901 durch Noirel und Georges Michel beim Course du catalogue.

## De Dietrich 9/10 PS
Das partnerschaftlich verbundene Unternehmen De Dietrich aus Niederbronn stellte dieses Modell ebenfalls her. Niederbronn liegt im Elsass, das damals zum Deutschen Reich gehörte. Es hat die deutsche Bezeichnung De Dietrich 9/10 PS. Für dieses Modell sind nur 110 mm Bohrung genannt, was 3041 cm³ Hubraum ergibt.